# Mimozotale tonkinea
Mimozotale tonkinea är en skalbaggsart som beskrevs av Stefan von Breuning 1969. Mimozotale tonkinea ingår i släktet Mimozotale och familjen långhorningar. Inga underarter finns listade i Catalogue of Life.